# مطعم

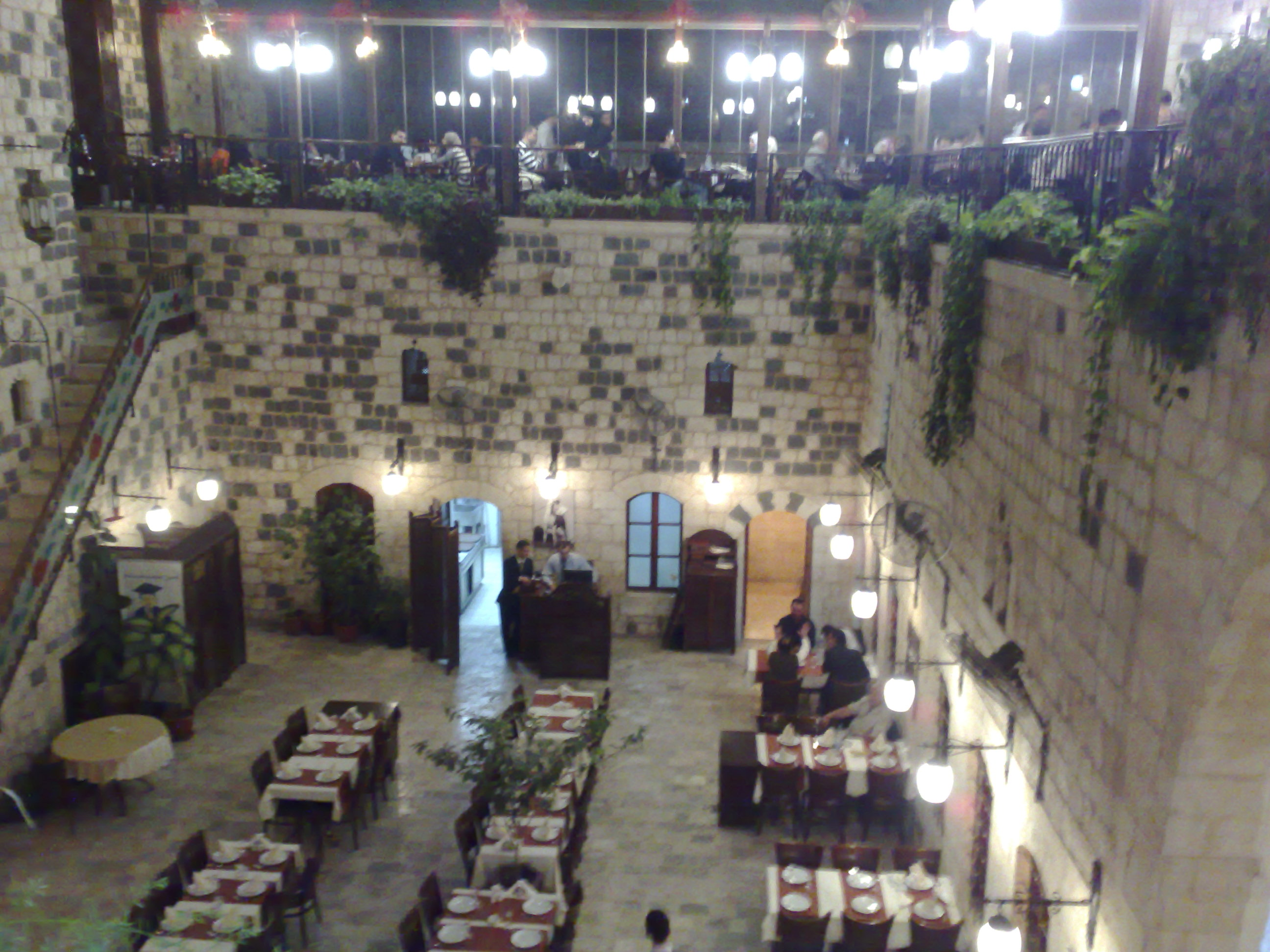
مطعم في بيت عربي بحماة

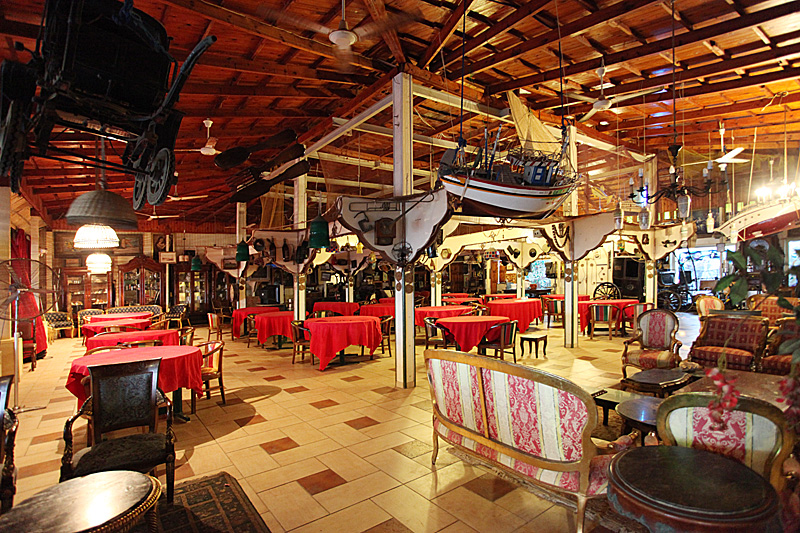
مطعم أسماك في الإسكندرية

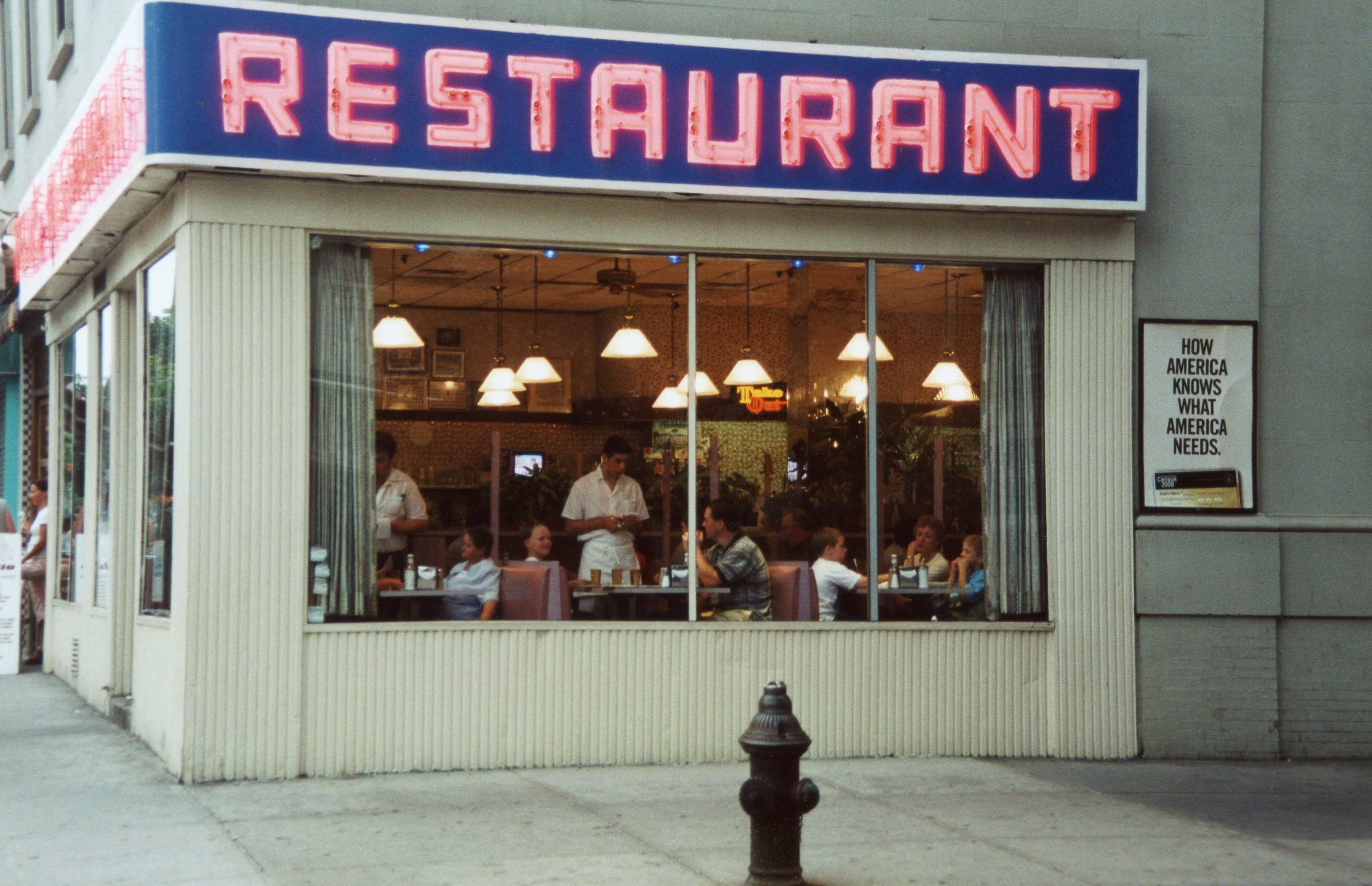
مطعم شعبي في نيويورك

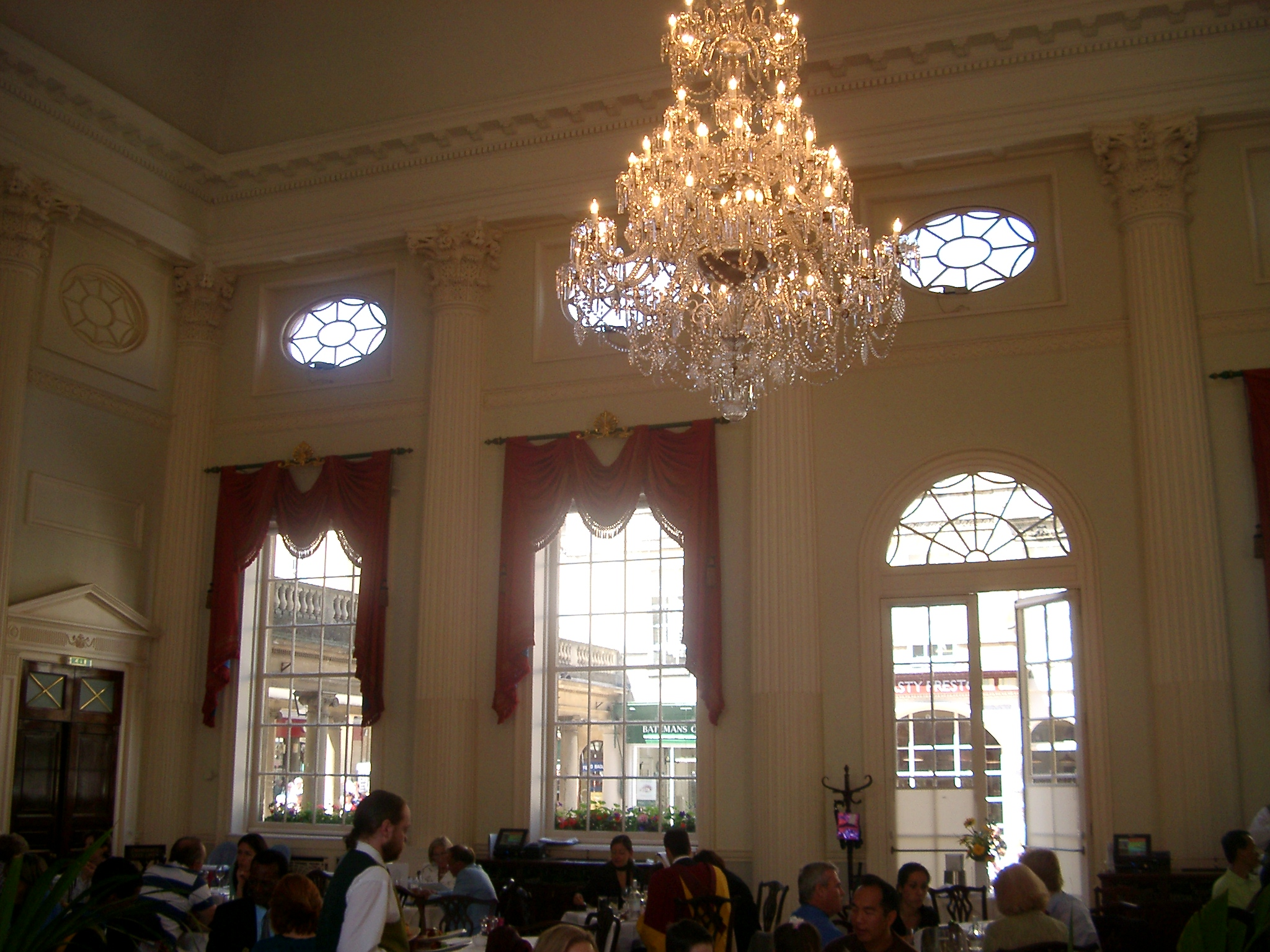
مطعم في باث

المطعم هو مكان تقدم فيه المأكولات والمشروبات للزبائن. تم تشغيل المطاعم في بداية الأمر على جوانب طرق السفر ليتمكن المسافرون من التوقف للراحة واستعادة حيويتهم. أما اليوم فإن المطاعم تكاد تكون في كل مكان في الشوارع الهادئة والطرق المزدحمة، وفي الفنادق والمطارات ومحطات الحافلات والقطارات، وكذلك في المتنزهات والمباني التي تضم المكاتب وفي مراكز التسوق. تشكل المطاعم الجزء الأكبر في صناعة خدمة الطعام. وتشكل المحلات التي تقدم الطعام للناس خارج بيوتهم جزءا من هذه الصناعة، بما فيها المدارس والمستشفيات والمصانع والسجون.

## تاريخ المطاعم
- وفقًا لـ Elliott Shore، و Katie Rawson المؤلفان لكتاب Dining Out: A Global History of Restaurants، فإن المطاعم الأولى ظهرت في الصين في حوالي 1100م كانت مدن مثل هانغتشو وكايفنغ تفتخر بعدد السكان الكبير الذي وصل لمليون نسمة وبالأماكن الحضرية. وكانت حركة التجارة منتعشة بين العواصم الشمالية والجنوبية في عهد سلالة سونغ في القرن الثاني عشر، كما يشرح Elliott Shore أستاذ التاريخ في كلية برين ماور، ولكن التجار الصينيون الذين كانوا يسافرون خارج مدينتهم غير معتدون على الأطعمة المحلية الغريبة. يقول shore إن المطاعم في هاتين المدينتين كانت تقدم طعام أهل الجنوب للأشخاص القادمين من الجنوب، وطعام أهل الشمال لأهل الشمال، يمكن القول أنه كان بمثابة مطعم عرقي، وكانت تلك المطاعم تقع في مناطق حيوية تخدم المسافرين بجانب الحانات والفنادق وفقًا لعدد من الوثائق الصينية كان هناك مجموعة متنوعة من المطاعم.
- ونشأت ثقافة المطاعم في اليابان كانت تقدم الطعام الياباني في القرن السادس عشر، وابتكر الطاهي الياباني Sen no Rikyu طبق الكايسيكي، عبارة عن وجبة فاخرة يابانية تقدم في الولائم، ووسع أحفاده التقاليد لتشمل أدوات المائدة التي تتناسب مع جمالية الطبق. وعلى الرغم من قرون من التجارة بين الشرق والغرب ولكن لا يوجد دليل على أن ثقافة المطاعم المبكرة في الصين واليابان أثرت على المفاهيم الأوروبية اللاحقة للمطعم.[4]
- في أوروبا من خلال العصور الوسطى وعصر النهضة، ظلت الحانات والنزل المكان الرئيسي لشراء وجبة معدّة. في اسبانيا كانوا يطلقون على bodegas ، يخدم tapas.
- وفي إنكلترا ، كانت عناصر مثل النقانق وفطيرة الراعي تحظى بشعبية كبيرة ، في حين كانت تقدم في فرنسا الحساء والحساء. كل هذه المطاعم المبكرة تقدم أطعمة بسيطة مشتركة يمكنك العثور عليها في منزل فلاح أو تاجر.
- وبعد رحلة كولومبوس إلى الأمريكتين في عام 1492، ازدادت التجارة العالمية، مما جلب أطعمة جديدة إلى أوروبا. وبدأ تقديم القهوة والشاي والشوكولاتة قريباً في المنازل العامة إلى جانب البيرة والنبيذ والبيرة. بحلول القرن السابع عشر، وبينما كانت الوجبات الكاملة لا تزال تؤكل عادة في المنزل، كان الأشخاص الميسورين بشكل معتدل يستأجرون مطعماً (caterer) أو يأخذون وجباتهم في صالون خاص، بدلاً من تناول الطعام في غرفة الطعام الرئيسية في أحد المنازل العامة.
- وفي فرنسا عبر العصور الوسطى، كانت النقابات تحتكر العديد من جوانب الأطعمة الجاهزة. وكانت charcutiers وهي النقابة التي أعدت اللحوم المطبوخة للبيع، وبالتالي إذا لم تكن تنتمي إلى هذه المجموعة الخاصة، كان من غير القانوني بيع اللحوم المطبوخة بأي شكل من الأشكال. وفي عام 1765، أضاف رجل يحمل اسم بوولنجر لحم خروف مطهو إلى حساء قام ببيعه في متجره بالقرب من متحف اللوفر. دعوى قضائية ضد رابطة الممرضات، ولكن Boulanger فاز في القضية. على مدى السنوات العشرين المقبلة التي سبقت الثورة الفرنسية، بدأت متاجر كثيرة مثل بوولنجر تفتح أبوابها في جميع أنحاء باريس.[5]

## أنواع المطاعم
هناك أنواع كثيرة من المطاعم منها:
- مطاعم الخدمة على الطاولة.
- مطاعم خدمة الوجبات السريعة
- مطاعم البوفيه المفتوح
- مطاعم التوصيل للمنازل

وأنواع أخرى مثل المطاعم المستقبلية الابداعية

## مطاعم الخدمة على الطاولة
يوجد في معظم هذه المطاعم رئيس لعمال المطعم، أو مضيف نادل يقوم بترتيب جلوس الزبائن على الطاولات، وإعطائهم قائمة بأنواع الطعام الموجود. ويقوم أحد النُدل بتسجيل طلباتهم، وتقديم الوجبة لهم. ومعظم هذه المطاعم عادةً ما تكون عائلية يقدم معظمها أصنافا مختلفة من الطعام وبأسعار مناسبة.

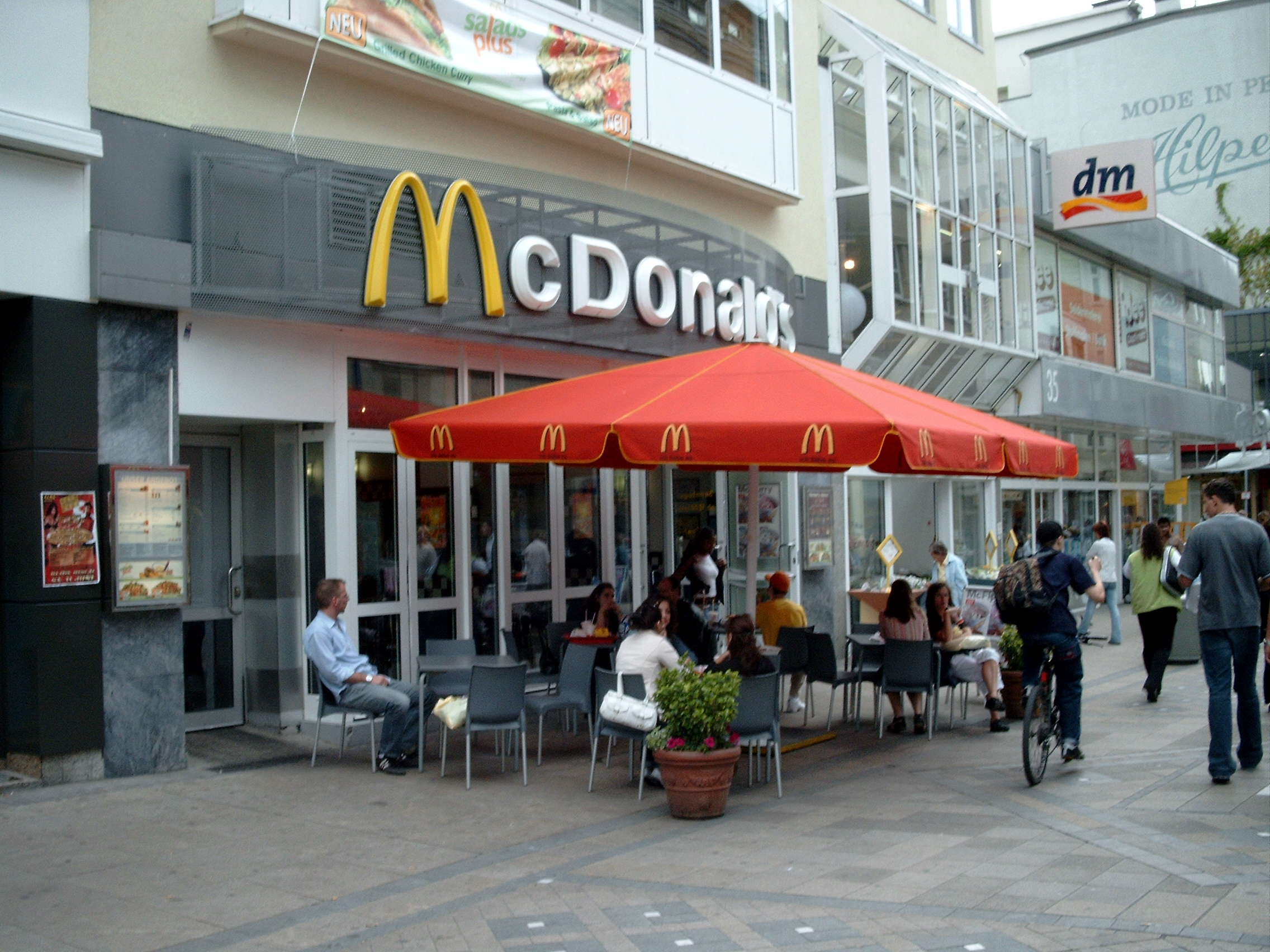
ماكدونالدز للوجبات السريعة في دورتموند

## مطاعم الخدمة السريعة
تقدم الوجبات ذات السعر المعتدل والخدمة السريعة. وكثير منها يقدم أصنافا مختلفة من الأطعمة، مثل البطاطس المشوية والهامبورجر والكباب والدجاج المقلي والبيتزا والسمك وشرائح البطاطس والشطائر